# سكوت هايم
سكوت هايم (بالإنجليزية: Scott Heim)‏‏ (26 سبتمبر 1966 في هتشنسون - ) كاتب، وروائي من الولايات المتحدة.

## الجوائز
- جائزة لامدا الأدبية

## روابط خارجية
- سكوت هايم على موقع IMDb (الإنجليزية)
- سكوت هايم على موقع قاعدة بيانات الفيلم (الإنجليزية)